# Mabel's Busy Day
Mabel's Busy Day (br: Carlitos e as salsichas / pt: Charlot e as salsichas) é um filme mudo de curta-metragem estadunidense de 1914, do gênero comédia, produzido por Mack Sennett pra os Estúdios Keystone, escrito e dirigido por Mabel Normand e protagonizado por Charles Chaplin.

## Sinopse
Mabel está vendendo cachorro-quente num autódromo, mas não está fazendo um bom negócio. Ela resolve parar um pouco e deixa a caixa por alguns minutos. Charlie acha a caixa e dá os cachorro-quentes para os espectadores famintos. Nesse meio tempo, Mabel volta, à procura da caixa de cachorro-quentes e, quando descobre que ninguém pagou pelo lanche, ela manda a polícia ir atrás de Carlitos.

## Elenco
- Charles Chaplin
- Mabel Normand .... Mabel
- Chester Conklin .... sargento da polícia
- Slim Summerville .... policial
- Billie Bennett .... mulher
- Harry McCoy .... ladrão de salsichas
- Wallace MacDonald .... espectador
- Edgar Kennedy .... cliente
- Al St. John .... policial
- Charley Chase .... espectador
- Mack Sennett .... comprador
- Henry Lehrman .... espectador